# أم صفا
أم صفا قرية فلسطينية تتبع محافظة رام الله والبيرة وتقع في وسط الضفة الغربية، وهي من القرى التي احتلها إسرائيل بعد حرب النكسة عام 1967.

## التاريخ
تم العثور على بقايا خزفية تعود إلى العصر البيزنطي، إضافة إلى آثار من العصور الصليبية، الأيوبية والمملوكية.

### الدولة العثمانية
عُثر في القرية على قطع أثرية من العصر العثماني المبكر. في عام 1882، أجرى صندوق استكشاف فلسطين الغربية مسحاً للبلدة ووصفها بأنها «قرية على أرض مرتفعة على الطريق الروماني إلى انتيباتريس، وتحتوي على مسجد صغير ولديها بئر ماء إلى الشمال منها».

### الانتداب البريطاني
أجرت سلطات الانتداب البريطاني تعدادا عاما للسكان عام 1922، وقد بلغ عدد السكان حوالي 80 نسمة، ثم تزايد العدد حتى وصل إلى 89 نسمة في تعداد عام 1931.أما في تعداد عام 1945، فبلغ عدد السكان حوالي 110 نسمة جميعهم مسلمون.

### الإدارة الأردنية
في أوائل خمسينيات القرن العشرين أتبعت القرية للحكم الأردني بين حربي 1948 و1967، وكانت تتبع إدارياً إلى قضاء رام الله.

### الحكم الإسرائيلي
سقطت القرية في يد الاحتلال بعد حرب النكسة.

### السلطة الوطنية الفلسطينية
بعد تأسيس السلطة الفلسطينية، قسمت أراضي القرية إلى قسمين: الأول شكل حوالي 16% وعرفت باسم المنطقة «ب»، بينما القسم الآخر والذي يشكل نسبة 84% المتبقية يُعرف باسم المنطقة «ج».

## الجغرافيا
تقع قرية أم صفا إلى الشمال من مدينة رام الله، بحوالي 12.1 كم منها، على الطريق الواصل بين سلفيت ورام الله. يحيط بها من الشرق بلدتي عجول وعطارة، ومن الشمال بلدتي عجول ودير السودان، أما من الغرب فيحدها بلدتي النبي صالح ودير نظام، ومن الجنوب بلدات كوبر، وبرهام، وجيبيا.

## السكان
| السنة      | (1922) | (1931) | (1945) | (تعداد 2007) | (تقدير 2012) | (2017) |
| ---------- | ------ | ------ | ------ | ------------ | ------------ | ------ |
| عدد السكان | 80     | 89     | 110    | 604          | 699          | 681    |

## الاقتصاد

### الزراعة
تعد الزراعة القطاع الاقتصادي الرئيسي في البلدة، تنتج البلدة محاصيل الزيتون، والتين، واللوز، والعدس، والقمح وبعض الخضراوات. لكن التوسع العمراني للبلدة والتوسع في البنية التحتية وفتح الشوارع قلص المساحات المزروعة من الأراضي الزراعية.

## الاستيطان الإسرائيلي
صادر الاحتلال ما مجموعه 227 دونم من أراضي القرية لصالح إنشاء مستوطنتين إسرائيليتين: عطيرت وحلميش.

## وصلات خارجية
- صفحة قرية أم صفا في موقع «فلسطين في الذاكرة».
- ملف قرية أم صفا - معهد الأبحاث التطبيقية (أريج) - القدس.
- صورة جوية للقرية.